# Samuel Bamba
Samuel Bamba (Ahlen, 13 de febrero de 2004) es un futbolista alemán que juega en la demarcación de extremo para el VfL Bochum de la 2. Bundesliga.

## Biografía
Tras formarse como futbolista en el Rot Weiss Ahlen, finalmente en 2013 pasó a la disciplina del Borussia Dortmund. Hizo su debut con el filial el 20 de mayo de 2023 en un partido de la 3. Liga contra el SpVgg Bayreuth. Meses después, el 16 de diciembre, debutó con el primer equipo en un partido de la Bundesliga contra el FC Augsburgo que finalizó con un resultado de empate a uno. Disputó un segundo encuentro y en junio de 2024 fichó por el VfL Bochum.

## Clubes
| Club                 | País     | Año       | Partidos | Goles |
| -------------------- | -------- | --------- | -------- | ----- |
| Borussia Dortmund II | Alemania | 2023-2024 | 22       | 1     |
| Borussia Dortmund    | Alemania | 2023-2024 | 2        | 0     |
| VfL Bochum II        | Alemania | 2024-     | 3        | 0     |
| VfL Bochum           | Alemania | 2024-     | 6        | 0     |